# Jiří František Pacák
Jiří František Pacák (asi 1670, Starý Rokytník – 11. srpna 1742, Moravská Třebová) byl vrcholně barokní sochař, odkazující svou tvorbou na typicky expresivní dílo Matyáše Bernarda Brauna. Jeho tvorba je zastoupena převážně na území dnešních východních Čech.

## Život
Jiří František Pacák se narodil okolo roku 1670 ve vesnici Starý Rokytník u Trutnova. Podle nejnovějších poznatků nebyl vůbec členem dílny sochaře Matyáše Bernarda Brauna (1684–1738), jak bylo často uvažováno. Ale není vyloučeno, že s Braunem na některých zakázkách spolupracoval, protože ve své pozdější tvorbě na sochařův expresivní styl přímo navazoval. Své sochařské nadání začal Pacák zušlechťovat patrně v dílně kutnohorského řezbáře Františka Martina Katterbauera, který se hlásil k odkazu pražské barokní tradice.
Počátky jeho tvorby lze vidět v Luži, kde od roku 1701 spolupracoval na sochařské výzdobě poutního kostela. Zlomovým okamžikem jeho tvorby se stalo seznámení se sochařem Matyášem Braunem. Pravděpodobně se seznámili při svých zakázkách v Litomyšli a na Kukském a Žírečském panství. Braun ho později ovlivnil natolik že se Pacák stal nejen jeho pracovním konkurentem, ale i občasným spolupracovníkem a v neposlední řadě také pokračovatelem. V Litomyšli si založil prosperující dílnu. Dne 16. září 1738 se podruhé oženil v Moravské Třebové. Svědky na svatbě mu byli František Josef Seitl a Severin Tischler (1705–1743). Pacákova a Tischlerova tvorba se velmi často střetává. Díky na první pohled podobnému stylu a také ovlivněním braunovskou tvorbou bylo hodně z prací Severina Tischlera přisouzeno během minulého století právě Pacákovi. Na sklonku života předal stárnoucí sochař svou litomyšlskou dílnu synovi Františku Pacákovi. Jiří František Pacák zemřel v roce 1742 při návštěvě Moravské Třebové.

## Výběr z díla

### Chlumek u Luže
Podle posledních výsledků bádání právě v Chlumku u Luže můžeme najít počátky Pacákovy tvorby, a to v jednoduchých řezbách s archaickým nádechem, které vytvořil v letech 1701–1708 pro tamní jezuitský poutní kostel.

### Žireč
V Žirči u Dvora Králové můžeme najít Pacákovy expresivní sochy sv. Jana Nepomuckého, sv. Františka Xaverského a sv. Floriána, které vznikly v polovině 20. let 18. století.

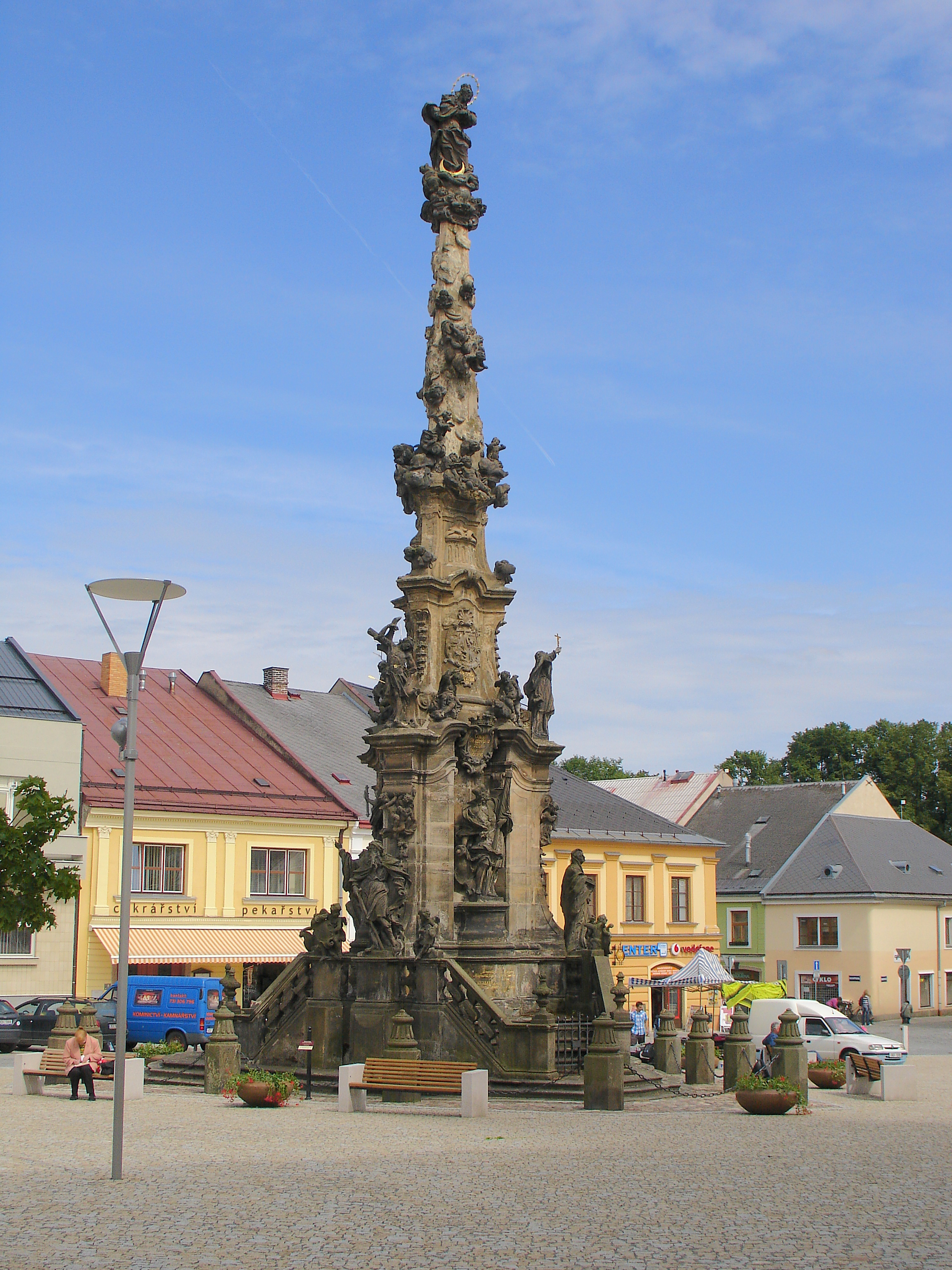
Mariánský sloup, Polička

### Polička
V Poličce se dochovaly sochy z Pacákovy dílny, jde o Archanděla Michaela a sv. Jiřího. Najdeme je na dvou kašnách na hlavním náměstí v Poličce. Jsou z roku 1727 a stále na nich můžeme vidět jistý dramatický nádech, který si Pacák i v pokročilém stádiu své tvorby udržuje.
Mariánský morový sloup navrhl nejspíše architekt František Maxmilián Kaňka a sochy vytesal Jiří František Pacák. Tento 22 metrů vysoký sloup byl postaven mezi roky 1727–1731 jako poděkování za ochranu před morem. Podstavec je obklopen balustrádou. Na ní stojí sochy sv. Josefa, Anny a Jáchyma. Ve výklencích podstavce stojí sochy sv. Václava, Víta a Floriána. Římsa se sochami sv. Karla Boromejského, Rocha a Šebestiána je bohatě profilovaná. Výše jsou reliéfy ze života Panny Marie (Zvěstování, Nanebevzetí a Korunování). Sloup je zakončen jehlanem pokrytým obláčky, hlavičkami a andílky. Na úplném vrcholu sloupu je socha Panny Marie se svatozáří, která stojí na půlměsíci a zeměkouli.
V Poličce vytvořil ještě Kalvárii (okolo 1730), řezbu ve výklenku v radniční kapli a sochu sv. Jana Nepomuckého (1727) na vysokém podstavci před radnicí.

### Žacléř
Mariánský sloup jehlanového typu v Žacléři byl zakázkou od jezuitů z žirečské rezidence, kterým žacléřské panství patřilo. Konkrétně jeho vybudování spadá do funkčního období superiora Adama Kirchmayra (1718–1726). Obvykle uváděným datem postavení je rok 1725. Objevují se i pozdější data, ale sloup je jako postavený zmíněn v jezuitských Litterae annuae z roku 1726, kdy superior Kirchmayr zemřel a nový sloup je přímo označen jako jeho zásluha. Pozdější datum je tedy vyloučeno. Na vrcholu sloupu je socha Panny Marie Immaculaty. Ve střední části jsou sochy sv. Bernarda, Jeronýma a Tomáše Akvinského. Jako připomínka jezuitského řádu tu je v popředí socha zakladatele řádu sv. Ignáce z Loyoly.

### Litomyšl
V zámeckém parku v Litomyšli se z Pacákovy dílny dochovaly na ohradní zdi sochy antických bohů Apollóna, Ceres, Pluta a Vertumna (1732).

### Markoušovice
Sousoší Kalvárie v Markoušovicích na hlavním oltáři kostela sv. Jana Křtitele vzniklo roku 1726, původně bylo součástí kaple křížové cesty u Žirče.

### Smiřice
Jiří František Pacák ve Smiřicích roku 1727 vytvořil nadživotní řezby na hlavním oltáři v kostele Tří králů jinak také zvaném kostel Zjevení Páně. Dominantu tvoří obraz Klanění Tří králů od Petra Brandla z roku 1727. Jedná se o sochy sv. Jáchyma (nalevo) a sv. Anny (napravo). Obě sochy jsou opět velice expresivní, zvláště u drapérie. Obličeje sv. Anny a sv. Jáchyma mají velice specifické výrazy. V nástavci je sousoší Boha Otce s holubicí Ducha Svatého. Celý oltář obklopují ještě sochy malých andílků.

### Stare Bogaczowice (sporné)
Není vyloučeno, že Jiří František Pacák je totožný s anonymním Mistrem postav ze Starych Bogaczowic v Dolním Slezsku, jenž je autorem soch v kostelích ve Starych Bogaczowicích, Okrzeszyně a Šimperku.

## Seznam děl[1]
- Luže, kostel Panny Marie Pomocné – hlavní oltář (1701, 1708), boční oltáře sv. Ignáce (1703), sv. Františka Xaverského (1703), sv. Anny (1705), sv. Jana Nepomuckého (1705), sv. Barbory (1706), sv. Apoleny (1706), kazatelna (1708), sousoší sv. Josefa (před 1714), sousoší Zvěstování (1705), zpovědnice (1702–1703), spolupráce s Františkem Baugutem a Janem Kostelníkem

- Žireč

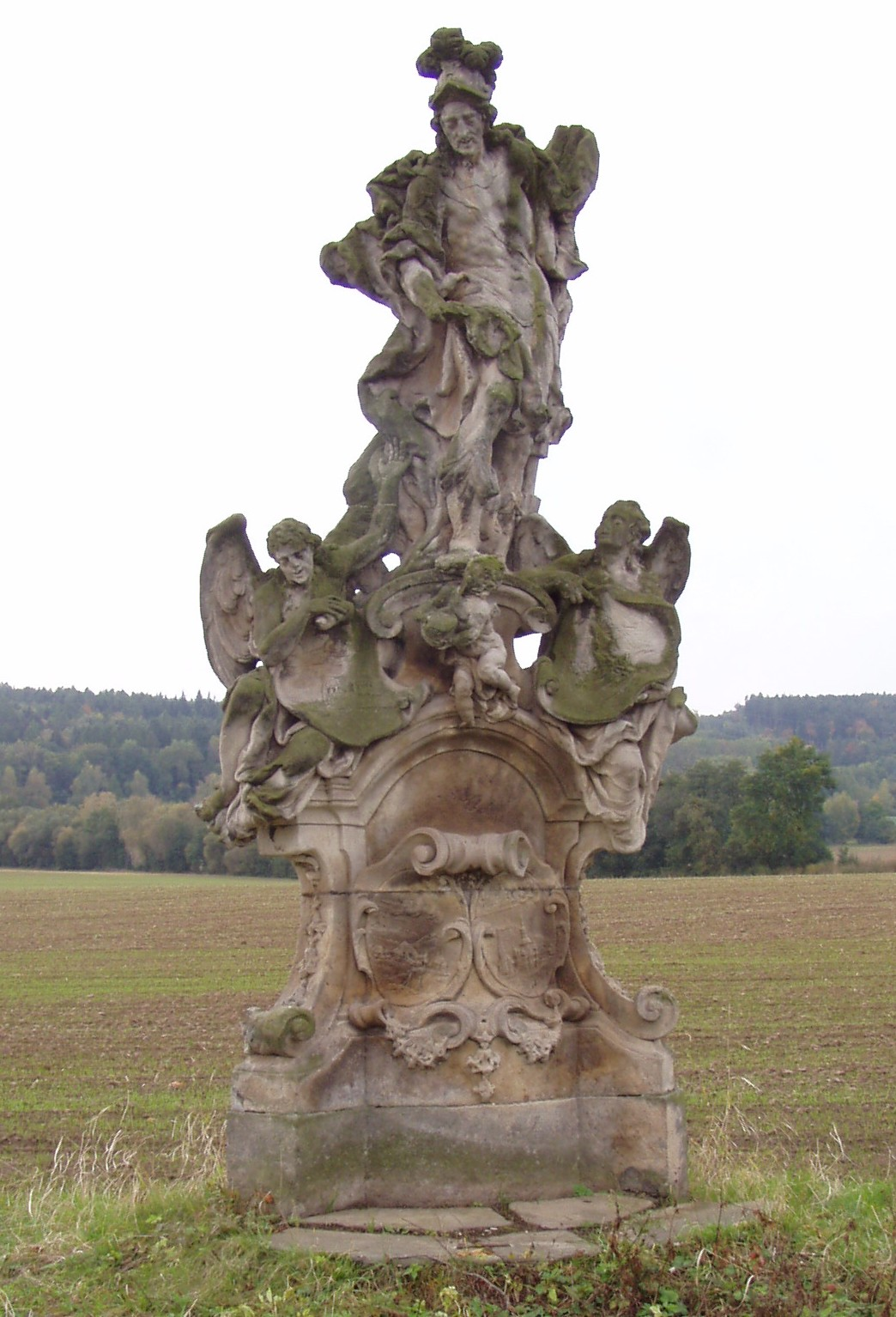
Sousoší sv. Floriána, Žireč

  - socha sv. Floriána (1. pol. 20. let 18. stol.), socha sv. Jana Nepomuckého (1. pol. 20. let 18. stol.), socha sv. Františka Xaverského (kol. 1725), spolupráce dílny
  - kostel sv. Anny – reliéf sv. Anny vyučující Pannu Marii na hlavním portálu (2. pol. 20. let 18. stol.), řezba Immaculaty (2. pol. 20. let 18. stol.), socha zapůjčena do expozice MUBASO v Chrudimi, výzdoba varhan (2. pol. 20. let 18. stol)
  - kaple Nejsvětější Trojice – reliéf Boha Otce (1726), na místě kopie, originál na radnici ve Dvoře Králové
- Žacléř
  - Mariánský sloup (1725)
  - kostel Nejsvětější Trojice – hlavní oltář (1732–1737)
- Robousy – socha Piety (2. pol. 20. let – poč. 30. let. 18. stol.)
- Markoušovice, kostel sv. Jana Křtitele – řezba Kalvárie na hlavním oltáři (1726)
- Smiřice, zámecký kostel Zjevení Páně – hlavní oltář (1727)
- Polička
  - kašna se sochou sv. Jiří (1727), kašna se sochou Archanděla Michaela (1727), socha sv. Jana Nepomuckého ve výklenku radnice (1727), na všech dílech spolupráce dílny
  - Mariánský sloup (1727–1731)
  - řezba Kalvárie v nice radniční kaple (kol. 1730)
  - kostel sv. Jakuba – řezby Pieta a Loučení Krista s Pannou Marií (30. léta 18. stol.), řezby zapůjčeny do expozice MUBASO v Chrudimi, kazatelna (1738/1741), nezachována
- Nové Hrady – Svatojánské oratorium (1727)
- Dobřenice – socha sv. Jana Nepomuckého (1729)
- Neděliště
  - socha sv. Jana Nepomuckého (1729)
  - kostel Nanebevzetí Panny Marie – socha Immaculaty ve venkovní nice (po 1731), hlavní oltář (1729), dílna, epitaf Karla Ferdinanda Dobřenského z Dobřenic (1728/9?)
- Žíželeves, kostel sv. Mikuláše – reliéf sv. Barbory na stejnojmenném oltáři (30. léta 18. stol.)

- Litomyšl
  - sochy Apollóna, Diany, Ceres a Vertumna na ohradní zdi zámecké zahrady (1732), dílna
  - kostel Nalezení sv. Kříže, expozice Andělé na návrší – řezby pašijového cyklu (30./40. léta 18. stol.), z kostela Povýšení sv. Kříže, ?spolupráce Františka Pacáka, Ukřižovaný (30. léta 18. stol.), fragment Kalvárie na skříni v sakristii (kol. 1730)
  - sochy Flory a Zefyra na atice domu čp. 116 (30.–40. léta 18. stol.), ?nejisté autorství
- Chrudim, kostel Nanebevzetí Panny Marie – hlavní oltář (1731–1732)
- Vrchlabí, kostel sv. Augustina – oltář Kalvárie (před 1734), ?Severin Tischler
- Hořiněves – socha sv. Františka z Pauly (1738)
- Chvaleč, kostel sv. Jakuba Většího – řezba Kalvárie na tabernáklu hlavního oltáře (30./40. léta 18. stol.), hlavní oltář (30. léta 18. stol.), ?u ostatních soch oltáře nejisté autorství
- Libčany, kostel Nanebevzetí Panny Marie – horní část epitafu Jana Petra Straky z Nedabylic s postavou Chrona (1740), ?nejisté autorství, spodní část (1722) Matyáš B. Braun
- Dubenec, kostel sv. Josefa – sousoší sv. Rodiny na hlavním oltáři (kol. 1740), výrazně pozměněno v 19. stol.
- Opatov, kostel sv. Antonína Poustevníka – řezba Piety na oltáři Panny Marie Bolestné (kol. 1740), ?František Pacák, dílna
- Řepníky, kostel sv. Vavřince – hlavní oltář (před 1741), ?Severin Tischler, dílna
- Národní galerie v Praze – Kalvárie (30. léta 18. stol.) - Ič. P 4554, řezba sv. Jana Nepomuckého (30. léta 18. stol.) - Ič. P 6419, Kalvárie (30./40. léta 18. stol.) - Ič. P 5177, Kalvárie (30./40. léta 18. stol.) - Ič. P 9798, Pieta (30./40. léta 18. stol.) - Ič. P 6438